# 곽진언
곽진언(1991년 10월 23일 ~ )은 대한민국의 가수이다.

## 방송 출연

### TV
- 2014년 Mnet 《슈퍼스타K 6》
- 2014년 Mnet 《슈퍼스타K 6 B-SIDE》

### 라디오
- 《엄지인의 옥탑방 라디오》 (2018년 4월 30일 ~ 5월 1일, KBS 쿨FM) : 스페셜 DJ
- 《키스 더 라디오, 곽진언입니다》 (2018년 5월 14일 ~ 12월 16일, KBS 쿨FM) : 진행

## 음반

### 앨범
- 《뭐라고》 (with 김필) (2015년)
- 《함께》 (조진웅, 이성민 '그랜저' 광고 삽입곡) (2016년)
- 《1집 나랑 갈래》 (2016년)
- 《우리 지난날의 온도》 (2017년)
- 《함께 걷는 길》 (2018년)
- 《너의 모습》 (2019년)

### OST
- 《국제시장 OST》<굳세어라 금순아> (with 김필) (2014년)
- 《미생 OST》<응원> (2014년)
- 《써클: 이어진 두 세계 OST Part 1》<같이 걸을까> (2017년)
- 《나의 아저씨 OST Part 7》<내 마음에 비친 내 모습> (2018년)
- 《날씨가 좋으면 찾아가겠어요 OST Part 1》<겨울이 꾸는 꿈처럼> (2020년)
- 《슬기로운 의사생활 OST Part 6》<시청 앞 지하철 역에서> (2020년)
- 《남과 여 OST Part 2》<놓아준다> (2020년)
- 《모범택시 OST Part.2》<우울한 편지> (2021년)
- 《오월의 청춘 OST Part.3》<나의 오월> (2021년)
- 《나의 해방일지 OST》<일종의 고백> (2022년)

## 수상 경력
- 2014년 슈퍼스타K 6 우승